# 2013년 경찰 야구단 시즌
2013년 경찰 야구단 시즌은 경찰 야구단이 KBO 퓨처스리그에 참가한 8번째 시즌으로, 유승안 감독이 팀을 이끈 5번째 시즌이다. 팀은 SK 와이번스 2군에 1경기 차로 앞서 5팀 중 북부리그 1위에 올라 3년 연속으로 북부리그 우승을 차지했으며, 전체 11팀 중 승률 3위를 기록했다.

## 타이틀
- 월드 베이스볼 클래식 국가대표: 장원준
- 아시아 윈터 베이스볼 리그 우승: 유승안(감독), 김수길(코치), 강진규(코치), 진필중(코치), 이용래(트레이너), 양훈, 임기준, 우병걸, 윤수강, 유민상, 박기민, 장영석, 오준혁, 진야곱, 안성무, 박세웅, 김재율, 황윤호, 김진솔
- 사이클링 히트: 문선엽 (역대 20호)
- 타율: 장성우 (0.382)
- 안타: 장성우 (118)
- 장타율: 장성우 (0.592)
- 출루율: 장성우 (0.452)
- 최소 삼진: 오정복 (18)
- 평균자책점: 장원준 (2.43)
- 탈삼진: 장원준 (127)
- 북부리그 득점: 문선엽 (58)
- 북부리그 타점: 장성우 (73)
- 북부리그 볼넷: 윤중환 (52)
- 북부리그 다승: 양현 (11)
- 북부리그 승률: 양현 (0.647)
- 북부리그 이닝: 장원준 (144.2)
- 북부리그 최소 사구 허용: 구본범 (3)

## 선수단
- 선발투수 : 장원준, 양훈, 구본범
- 구원투수 : 진야곱, 정회찬, 임기준, 이영재, 이광근, 안성무, 이성주, 우병걸, 윤용준, 최인영, 신희섭, 장운영, 정상원
- 마무리투수 : 윤지웅, 허유강
- 포수 : 장성우, 윤도경, 나성용, 윤수강, 박세웅
- 내야수 : 백진우, 김회성, 유민상, 오태곤, 김재율, 이인행, 장영석, 강병의, 정범수, 황윤호, 박기민
- 외야수 : 윤중환, 김다원, 문선엽, 오정복, 오준혁, 한상일, 김진솔, 신철언, 엄일준

## 여담
- 안성무, 김진솔, 신철언, 엄일준은 대학교 야구부 소속 선수 중 경찰 야구단에서 뛴 마지막 선수들이 되었다.

## 같이 보기
- 2014년 경찰 야구단 시즌